# Kościół w Arnau
Kościół w Arnau (niem. Kirche Arnau, ros. Кирха Арнау) – gotycki kościół w Marjino (części wsi Rodniki), w obwodzie królewieckim Federacji Rosyjskiej. Obecnie jest to parafialna cerkiew prawosławna pod wezwaniem św. Katarzyny, w dekanacie Opieki Matki Bożej eparchii kaliningradzkiej Rosyjskiego Kościoła Prawosławnego. Świątynia służy również miejscowemu monasterowi.

## Opis

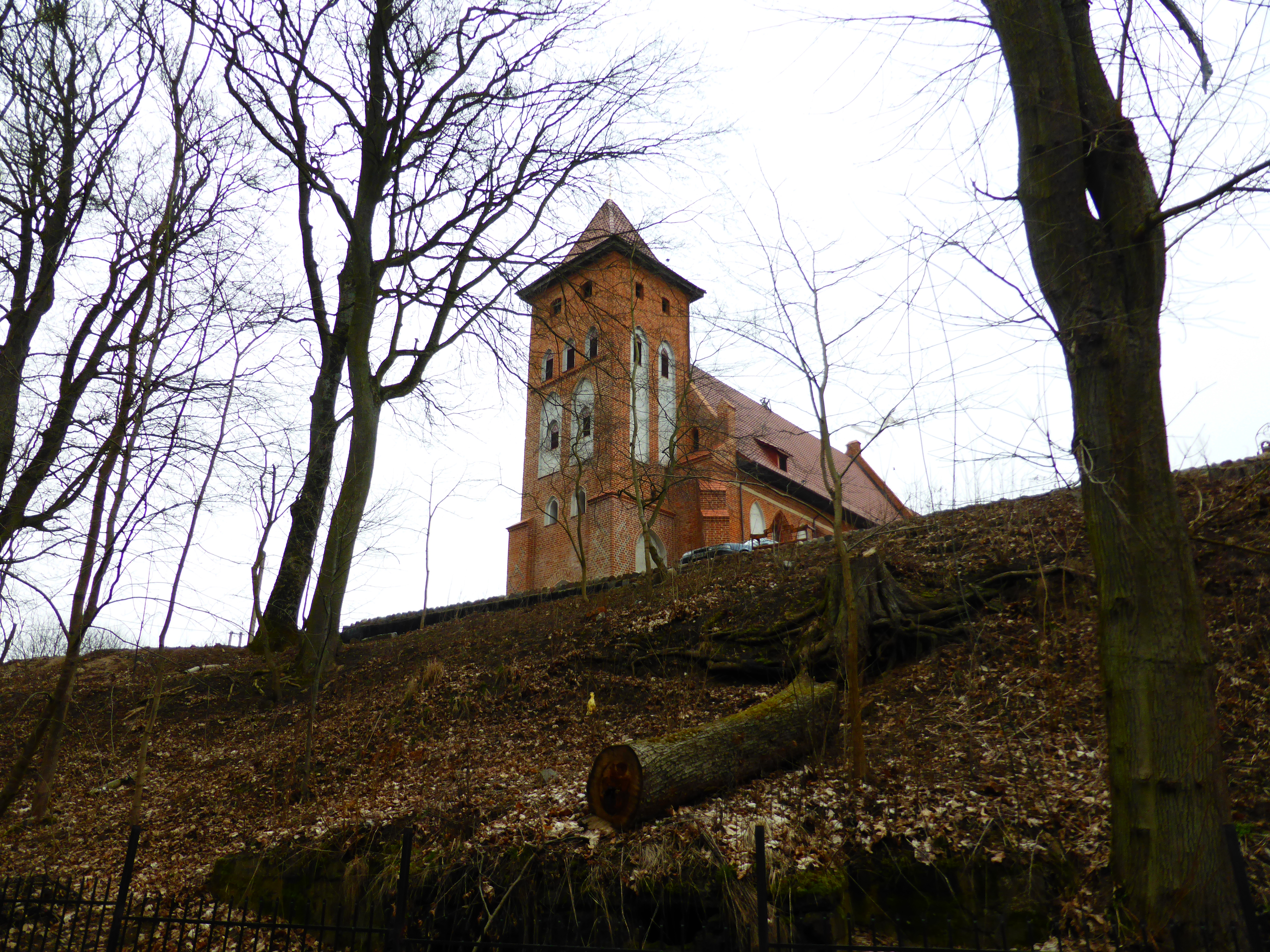
Kościół (2013)

Kościół w Arnau jest zaliczany do najbardziej interesujących obiektów sakralnych na terenie Sambii. Wzniesiony około 1320 r.; w średniowieczu był świątynią pielgrzymkową, po 1525 r. kościołem ewangelickim. Parafia obejmowała szereg okolicznych miejscowości, w tym Preussisch Arnau i Waldau. W latach 1908–1912 przeprowadzono gruntowne prace konserwatorskie. Od 1945 r. nieczynny, od 1951 r. służył jako magazyn zbożowy kołchozu Rodniki. Rozebrano górną część wieży i dach, z belek więźby dachowej wybudowano strop dzielący wnętrze na dwie kondygnacje, wsparty na ceglanych filarach, okna częściowo zamurowano. We wschodniej ścianie zakrystii i prezbiterium zostały wybite drzwi służące celom transportowym, zniszczeniu uległo sklepienie zakrystii i górna kondygnacja kruchty północnej. W 1992 r. powstała w Niemczech społeczna fundacja Kuratorium Arnau, której zadaniem jest zdobywanie funduszy i opracowanie naukowych wytycznych dla restauracji kościoła we współdziałaniu z rosyjskimi służbami konserwatorskimi. W 1994 r. ogłoszono powstanie „strefy kultury Arnau”. Budowla służyła jako magazyn sprzętu firmy budowlanej. W latach 1999–2000 udało się odbudować wieżę, na której w 2003 r. powtórnie zawieszono dzwon (odlany w południowych Niemczech) i w roku następnym urządzono niewielką wystawę historyczną. Wieżę zwieńczono kopią historycznego wiatrowskazu w formie postaci św. Katarzyny z atrybutami męczeństwa – mieczem i kołem. W 2005 r. został odbudowany dach nad korpusem.
Kościół jest budowlą ceglaną, wzniesioną na kamiennym cokole, gotycką, orientowaną. Jest jednonawowy, z jednoprzęsłowym, pięciobocznie zamkniętym prezbiterium i z wieżą od zachodu. Nawa jest trójprzęsłowa. Jest kryty dwuspadowymi dachami, wieża – namiotowym. Elewacje są oszkarpowane, po bokach ostrołukowych okien korpusu umieszczono wnęki, pierwotnie wypełnione malowanym ornamentem maswerkowym. Wrażenie barwności potęgowały gzymsy z glazurowanych cegieł. Od wschodu i północnego wschodu do prezbiterium przylegają niższe przybudówki zakrystii, kryte dachem pulpitowym, do nawy od północy przylega piętrowa kruchta. Główne wejście prowadzi pod wieżą, od zachodu, z profilowanym portalem wewnętrznym. Wnętrze kryte jest sklepieniami gwiaździstymi o wzbogaconym układzie żeber, wspartymi na konsolach ze sztucznego kamienia. W narożach znajdują się baldachimy i konsole już dawniej niezachowanych figur. Prezbiterium, pierwotnie krótko funkcjonujące jako samodzielna świątynia (o czym świadczy m.in. szczyt zachodni, czytelny na strychu), oddzielone od nawy masywną ścianą tęczową, ze stosunkowo niską arkadą, datowane jest na lata około 1340–1350, natomiast korpus, wieża, pozostałe przybudówki i sklepienia na lata około 1350–1370.

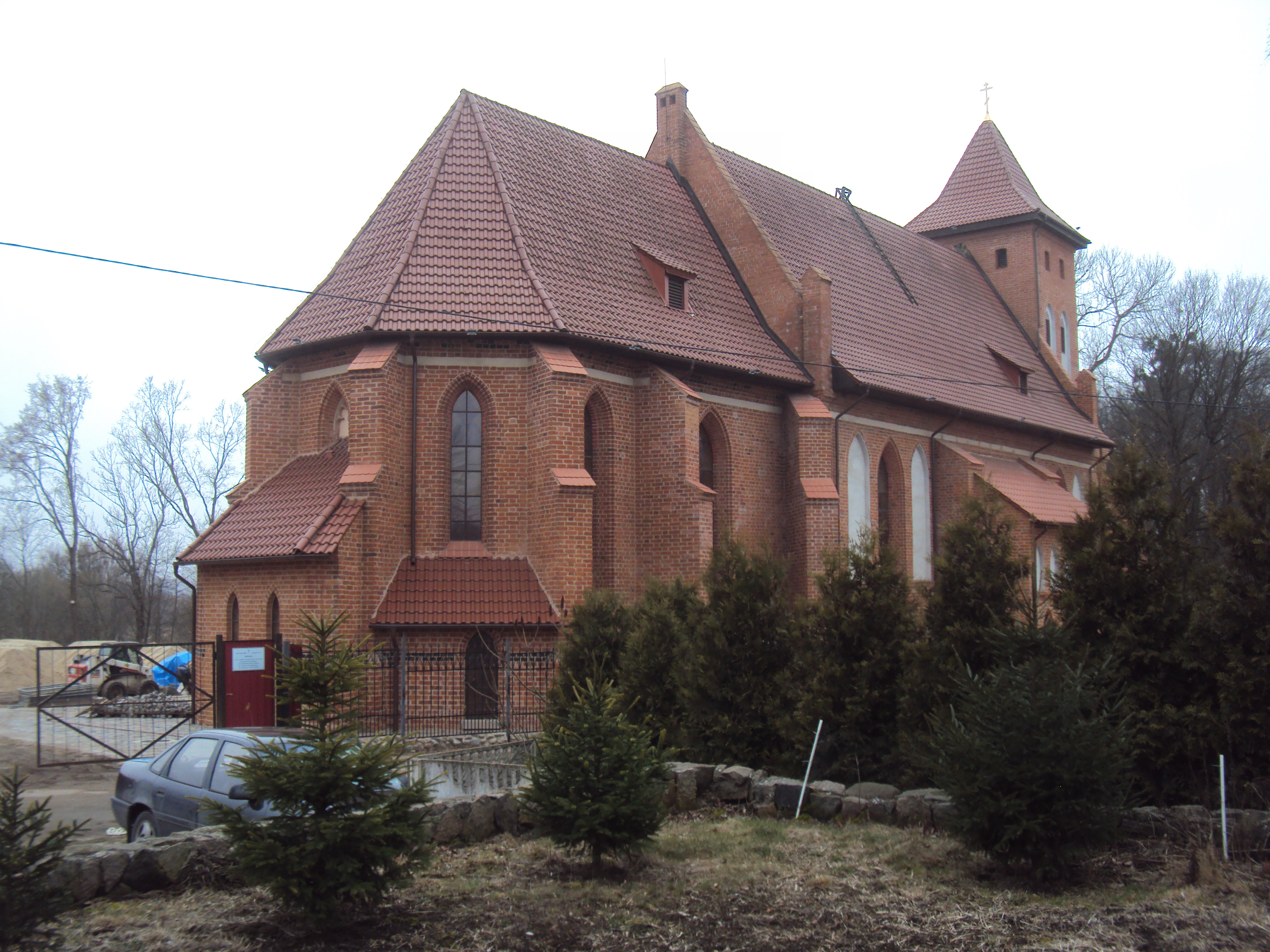
Widok ogólny (2016)

We wnętrzu zachowały się gotyckie malowidła ścienne, ilustrujące traktat teologiczny Speculum humanae salvationis. W nawie, na ścianach bocznych i ścianie tęczowej znajdowały się 2 strefy kwater, na ścianie zachodniej – 3, liczące łącznie przynajmniej 119 scen (w każdym razie prawdopodobnie mniej niż oryginalne 134) krótszej wersji utworu. W prezbiterium znajdowały się gorzej zachowane malowidła, prawdopodobnie o innej tematyce, być może maryjnej: po wewnętrznej stronie ściany tęczowej 2 lub 3 strefy, na pozostałych 1 strefa wyobrażeń. Powstały w latach około 1350–1370 i były bliskie niezachowanym malowidłom tej samej treści, powstałych nieco wcześniej w chórze katedry w Królewcu. Na ślad dobrze zachowanych malowideł w Arnau natrafiono w 1868 r., w latach 1911–1912 zostały w pełni odsłonięte i zakonserwowane. Przed 1945 r. sporządzono barwną dokumentację fotograficzną. Po 1945 r. zostały zatynkowane, dobrze zachowany fragment odsłonili ponownie rosyjscy konserwatorzy w 1992 r. Malowidła należą do najcenniejszych zabytków sztuki gotyckiej na terytorium dawnego państwa krzyżackiego w Prusach, mają ogromne znaczenie dla historii teologii i literatury średniowiecznej. W październiku 2007 r. w Królewcu zorganizowano międzynarodowe sympozjum naukowe poświęcone ich europejskim związkom. Ponadto w kruchcie północnej znajdowało się wyobrażenie św. Krzysztofa datowane na XV w.
Po 1945 r. prawdopodobnie całkowitemu zniszczeniu uległy pozostałe zabytki. Z okresu gotyku pochodziły 2 pary drzwi wejściowych z wyrytymi inwokacjami do św. Katarzyny w języku niemieckim. Późnogotyckie figury świętych z początku XVI w. już dawniej przekazano do zbiorów Prussia-Museum w Królewcu. Istniały też fragmenty gotyckich stalli.
Wyposażenie wnętrza było przeważnie barokowe i tworzyło interesujący zespół. Ołtarz główny pochodził z 1687 r. (Johann Christoph Doebel z Królewca), kazalnica z 1684, w tym czasie wykonano też baptysterium. Organy zbudowano na początku XVIII w., bogato dekorowane rokokowe ławy pochodziły z ok. 1766 r. Na ścianach były zawieszone epitafia, portrety duchownych i herby szlacheckie z XVII–XVIII w., najstarsza płyta nagrobna pochodziła z 1596 r.
W tradycji ludowej wyobrażenie św. Katarzyny na wieży uważano za wizerunek córki pruskiego wodza, zabitej przez ojca za wskazanie krzyżackiemu rycerzowi, w którym się zakochała, podziemnego ganku prowadzącego do grodu.
Decyzją władz obwodu królewieckiego z 23 marca 2007 r., kościół zyskał status zabytku kulturowego o znaczeniu regionalnym.
8 lipca 2008 r. kościół stał się filią Muzeum Historyczno-Artystycznego w Królewcu (ru: Kaliningradskij obłastnoj istoriko-chudożestwiennyj muziej – Калининградский областной историко-художественный музей).
11 maja 2010 r. obiekt przekazano eparchii kaliningradzkiej Rosyjskiego Kościoła Prawosławnego.
Postanowieniem Świętego Synodu Rosyjskiego Kościoła Prawosławnego, 30 maja 2019 r. utworzono przy świątyni żeński monaster św. Katarzyny.

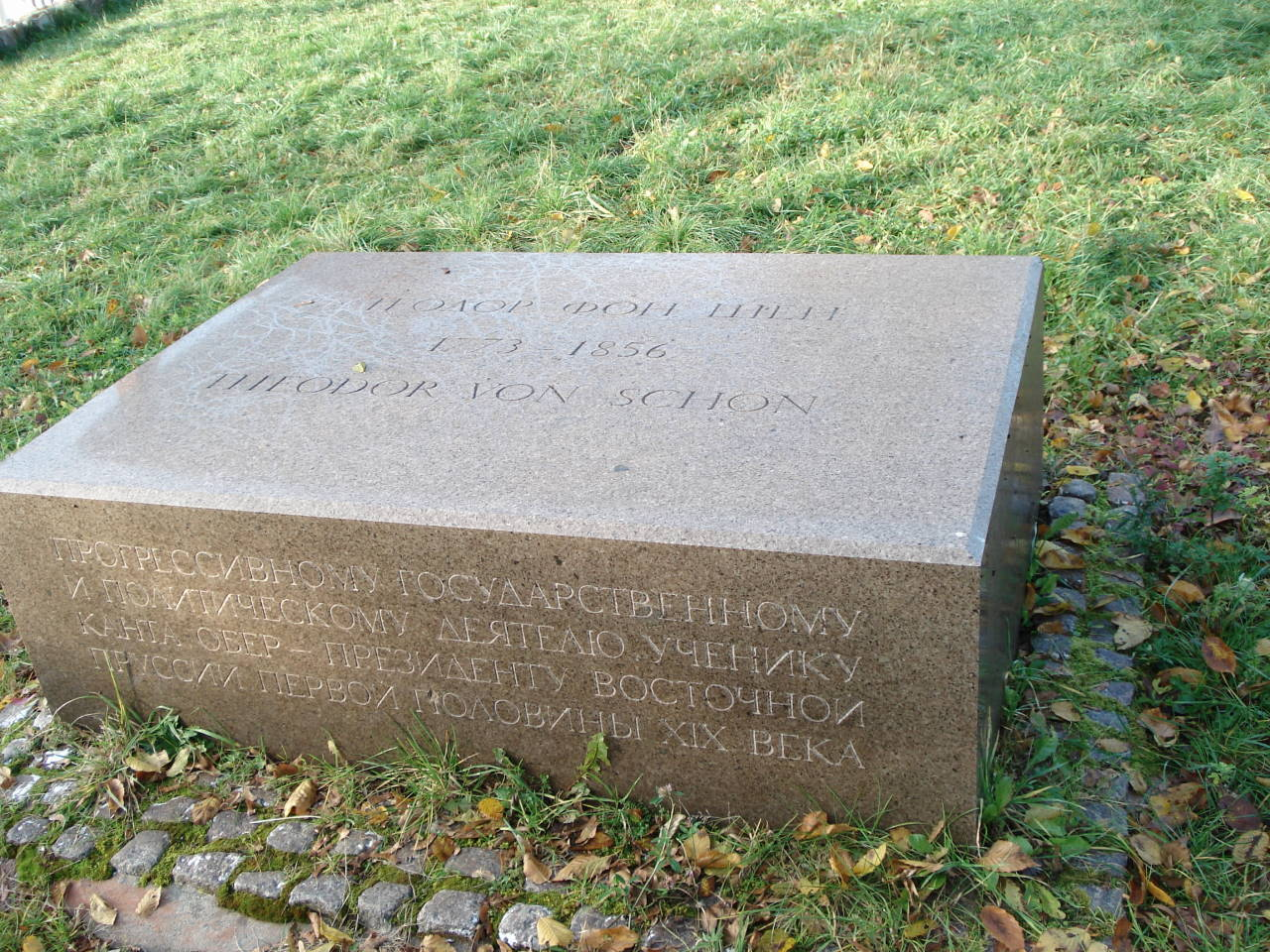
Nagrobek Theodora von Schöna

### Cmentarz parafialny
Z otaczającego kościół cmentarza zachowało się kilka nagrobków z I połowy XX w., dziś zabezpieczonych w kościele, podobnie jak żeliwne ogrodzenia mogił. Na wzgórku na północny wschód od kościoła współczesny kamienny pomnik z napisem w języku rosyjskim upamiętnia mogiłę ministra Theodora von Schöna.